# 朱利亚诺-泰阿蒂诺
朱利亚诺-泰阿蒂诺（義大利語：Giuliano Teatino）是意大利阿布鲁佐大区基耶蒂省的一个市镇。面积约10平方公里，人口数量为1132人（2021年）。ISTAT代码为069042。